# Quecksilber-Thermoblinker

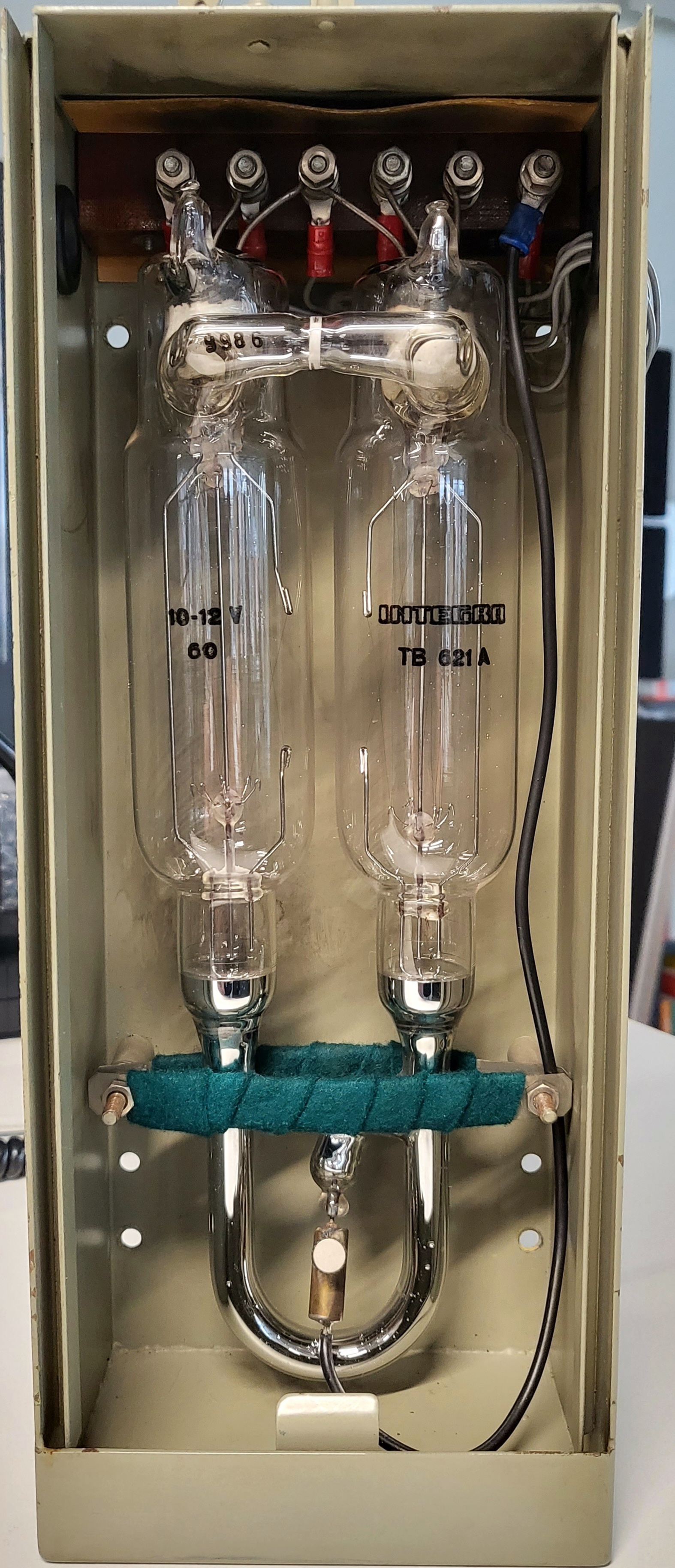
Quecksilber-Thermoblinker der Schweizer Firma Integra Signum AG. Hier ganz klar zu sehen: Die „U“-Form.

Bei einem Quecksilber-Thermoblinker, auch als Quecksilber-Thermo-Blinkrelais, Quecksilber-Wechselblinker, Quecksilber-Blinkschalter bezeichnet, handelt es sich um einen historischen Taktgeber in der Funktion einer astabilen Kippstufe, welcher mit Hilfe von zwei oder mehr mit Quecksilber gefüllten Behältern ein Taktsignal erzeugt. Das erste Patent dazu geht auf die Vereinigte Eisenbahn-Signalwerke GmbH aus dem Jahr 1931 zurück, es folgten in den Folgejahrzehnten verschiedene Verbesserungen wie die Erweiterung um einen Ausgleichsbehälter für das Quecksilber.
Da der Quecksilber-Thermoblinker bei den elektrischen Kontakten das bei Raumtemperatur flüssige Metall Quecksilber in einem nach außen geschlossenen System aus Glas einsetzt, haben sie gegenüber dem zu der Zeit verfügbaren elektromechanischen Blinkgebern eine hohe Standzeit und erfordern nur wenig Wartung. Quecksilber-Thermoblinker haben den Nachteil für den Betrieb in einer bestimmten Raumlage aufgestellt werden zu müssen und dürfen keinen Erschütterungen ausgesetzt werden. Außerdem muss während des Transportes das Quecksilber aus dem U-Rohr in die integrierte Transportkammer umgefüllt werden, damit es nicht die Heizfäden zerstören kann, was den Blinker unbrauchbar machen würde. Durch diese Umstände wurden sie vor allem in wartungsarmen und ortsfesten Sicherungsanlagen in Bereich von Bahnanlagen eingesetzt, wo sie in Stellwerken die blinkenden Melder im Stelltisch und bei Bahnübergängen die roten Blinklichter sowie z. T. die Überwachungssignale bedienten. In manchen Bahnübergangsbauformen sind sie aus Gründen der Redundanz in doppelter Ausführung vorhanden. Ein Beispiel hierfür ist die Fü 60. Sie wurden bis in die frühen 1990er Jahre verbaut und sind noch heute tausendfach im Einsatz. Auch Industrie-Schornsteine in der Nähe von Flugplätzen bekamen solche Blinklichter.
Die Installation von Quecksilber-Thermoblinkern wurde an den 1980er Jahren bis zum Jahr 2000 zu Gunsten elektronischer Geräte mit identischer Funktion eingestellt. Dadurch kann die Freisetzung des Quecksilbers, welches bei Beschädigungen des Glasgefäßes in die Umwelt gelangt, vermieden werden.

## Beschreibung

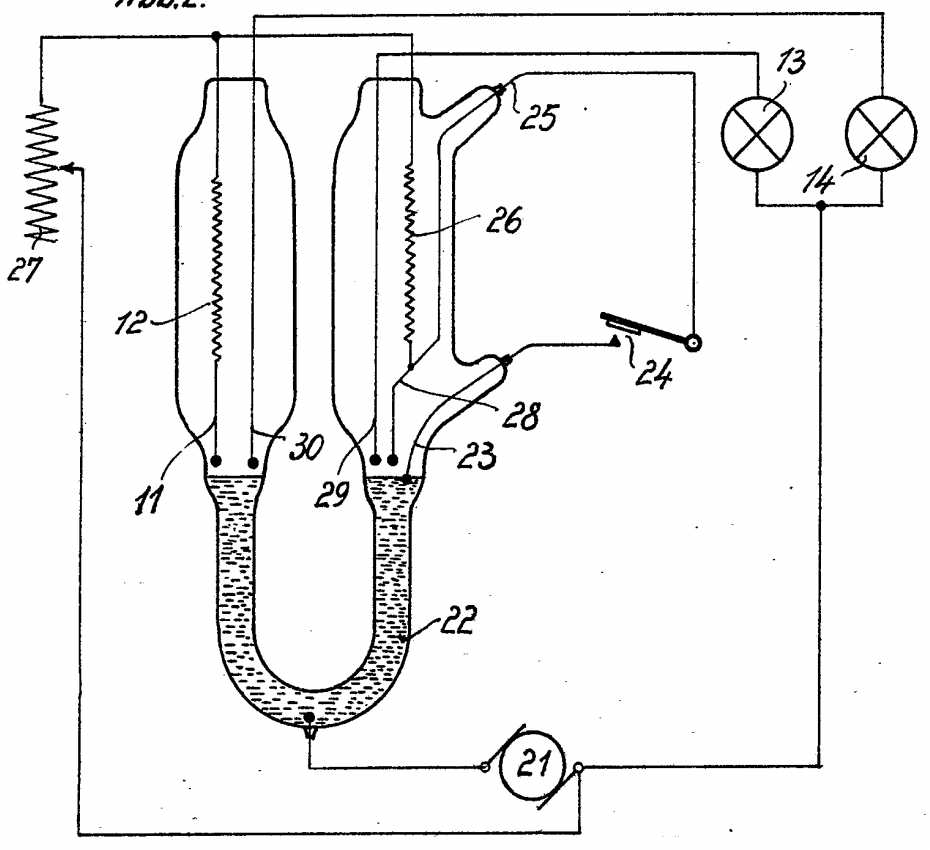
11. Regulierungswiderstand für die Heizwendel
12. Heizwiderstand
13. Blinkkreis
14. Blinkkreis
21. Stromquelle
22. Quecksilbersäule
23. Hilfskontakt
24. Schalter zur Einleitung der Schwingungen
25. Leiter
26. Heizwiderstand

Es gibt zwei größere, vertikal montierte und nebeneinander liegende Gefäße, welche mit einer bestimmten Menge Quecksilber befüllt sind. Diese Gefäße sind am unteren Ende durch ein U-Rohr miteinander verbunden. Somit ist in dem Gefäß links und rechts, im Ruhezustand, immer gleich viel Quecksilber vorhanden.
Im oberen Teil der Gefäße, in den beiden Gasräumen, befinden sich mehrere Tauchkontakte verschiedener Eintauchtiefen sowie ein Heizdraht. Die Gasräume sind am oberen Ende durch einen Ausgleichskanal verbunden. Dieser enthält eine Drossel als Strömungswiderstand, so dass ein statischer Druckausgleich stattfinden kann, schnelle Druckschwankungen aber behindert werden. Bei gewissen Bauformen sind die Gasräume vom Quecksilbergefäß separiert und durch Kanäle verbunden.
Damit der Thermoblinker funktionieren kann, benötigt er Elektroden. Jedes Modell besitzt unterschiedlich viele Elektroden. Diese funktionieren wie folgt: Im rechten Gefäß (Abb. 2) kommt ein Hilfskontakt (23) zum Einsatz, welcher als einziger Elektrodenkontakt im Ruhezustand in das Quecksilber eingetaucht ist und nach der ersten Halbperiode über den Kontakt (24) geöffnet wird. Dieser Kontakt ist beim Start erforderlich, da er den Stromkreis über den rechten Heizdraht schließt, bevor das Quecksilber ins Pendeln kommt. Zwei weitere Elektroden sind für die beiden Heizwiderstände, je einer pro Gefäß mit der Bezeichnung (12) und (26), zuständig. Eine Elektrode ist am tiefsten Punkt im U-förmigen Verbindungsstück dauerhaft mit dem Quecksilber elektrisch verbunden. Die übrigen Kontakte sind für die Stromkreise vorgesehen, welche beispielsweise die roten Blinklampen ansteuern.
Der aktive Heizdraht sorgt dafür, dass es das Gas im oberen Bereich des Glasbehälters erwärmt, primär ist das Quecksilberdampf, woraufhin der Druck im geheizten Gefäß zunimmt und somit ein leichter Überdruck entsteht. Dieser Überdruck schiebt das Quecksilber über das U-förmige Verbindungsrohr auf die andere, kühlere Seite. Dadurch verlieren die Elektroden auf der erwärmten Seite den elektrischen Kontakt zum Quecksilber, während auf der kühleren Seite die Elektroden Kontakt mit dem Quecksilber bekommen und so der Heizdraht der kühleren Seite mit der Erwärmung des dort befindlichen Gas beginnt. Durch diesen Vorgang pendelt das Quecksilber von einem Gefäß zum anderen, was zu einem abwechselnden Öffnen und Schließen der Kontakte führt. Dieser Vorgang wiederholt sich periodisch so lange wie die Stromversorgung, im Bild mit der Nummer (21) als elektrischer Generator eingezeichnet, eingeschaltet bleibt.